# Herbert Zschelletzschky
Herbert Georg Zschelletzschky  (* 25. September 1902 in Waldheim; † 22. Juli 1986 in Marienbad) war ein deutscher Kunsthistoriker.

## Leben und Aktivitäten bis 1933
Herbert Georg Zschelletzschky wurde 1902 als ältester Sohn des Dentisten Georg Zschelletzschky und dessen Ehefrau Martha, geb. Pohorzeleck, in Waldheim in Sachsen geboren. Er besuchte dort die Bürgerschule und während der Übersiedlung seiner Eltern nach Leipzig vorübergehend die Bürgerschule zu Oschatz. Von 1913 bis 1922 war er Schüler des Thomasgymnasiums zu Leipzig, das er mit dem Reifezeugnis verließ. Anschließend volontierte und arbeitete er zur Vorbereitung auf ein Studium der Kunstgeschichte in einer Leipziger Buchdruckerei.
1923 begann Herbert Zschelletzschky, Kunstgeschichte, Philosophie und Pädagogik an der Universität Leipzig zu studieren. Er hörte Vorlesungen u. a. bei Hermann Beenken, Leo Bruhns und Wilhelm Pinder. 1932 promovierte er über Die figürliche Graphik Heinrich Aldegrevers. Von 1922 bis 1926 besuchte Herbert Zschelletzschky zudem die Abendschule der Leipziger Akademie für Graphischen Künste und Buchgewerbe (Hochschule für Grafik und Buchkunst Leipzig). Seit dem Ende der zwanziger Jahre war er als freischaffender Journalist tätig.

## Während des Nationalsozialismus
Anfang 1933 heiratete er Helene Scheibe (* 29. Oktober 1899 in Pokrowskaja Sloboda, Russland; † 22. April 1955 in Berlin). Mit ihr und der inzwischen geborenen Tochter Leonore, zog er 1934 nach Breslau. In Breslau arbeitete er als Kulturredakteur bei der Zeitung Schlesische Sonntagspost. 1939 übersiedelte er nach Berlin. Hier fand er eine Stelle als Kulturredakteur bei der Zeitung Die Grüne Post. Für die Erzählung Johannes, der Stadtschreiber von Saaz erhielt er als einer von fünf Preisträgern 1941 den dritten Preis in der Sparte „Erzählerpreise“ des Adalbert-Stifter-Preises der in Prag im Volk-und-Reich-Verlag erscheinenden Zeitschrift Böhmen und Mähren. Sie wurde 1943 publiziert.
Anfang 1943 wurde Herbert Zschelletzschky zur Wehrmacht eingezogen. Er war ab Herbst 1943 in Südfrankreich stationiert und geriet im Frühjahr 1945 kurzzeitig in amerikanische Gefangenschaft, aus der er Ende Mai 1945 entlassen wurde.

## Sowjetische Besatzungszone und DDR
Ab Herbst 1945 arbeitete Herbert Zschelletzschky in Berlin für das Sowjetische Nachrichtenbüro (SNB), seit 1948 für den Allgemeinen Deutschen Nachrichtendienst (ADN). Er war dort bis zur Mitte der 1950er Jahre Leiter der Abteilung Kultur, anschließend für kurze Zeit beim Fernsehfunk der DDR. Seit der Mitte der 1950er Jahre bis 1972 war Zschelletzschky Dozent und wissenschaftlicher Mitarbeiter am Institut für Kunstgeschichte der Humboldt-Universität Berlin. 1975 publizierte er mit Die drei gottlosen Maler von Nürnberg eine viel zitierte Untersuchung zu „historischen Grundlagen und ikonologischen Problemen“ der Graphik von Sebald Beham, Barthel Beham und Georg Pencz. Bis heute gilt das Buch als grundlegende Studie zur Entdeckung und Entfaltung der Wirkungsmöglichkeiten und emanzipatorischen Kraft von Druckgraphik.
Herbert und Helene Zschelletzschky haben drei Töchter, Leonore Krenzlin, Regine Bender und Ottilie Krug.

## Veröffentlichungen
Bücher
- Gemeinsam mit Stefan Sturm und Walter Pollak, Ballade am Berg – Johannes der Stadtschreiber von Saaz – ein Bürger in Prag (Reihe „Deutsche Erzähler“), Volk und Reich Verlag : Prag/Amsterdam/Berlin/Wien 1943
- Die figürliche Graphik Heinrich Aldegrevers. Ein Beitrag zu seinem Stil im Rahmen der deutschen Stilentwicklung. Strassburg 1933, Neuauflage Baden-Baden 1974
- Maria Maja. Novellen um Goya, Rembrandt und Giorgione. Wilhelm Kumm Verlag, Offenbach am Main 1937
- Die drei gottlosen Maler von Nürnberg. Sebald Beham, Barthel Beham und Georg Pencz. Historische Grundlagen und ikonologische Probleme ihrer Graphik zu Reformations- und Bauernkriegszeit, Leipzig 1975

Aufsätze (Auswahl)
- Vorgefecht des reformatorischen Bildkampfes. Zu Cranachs Holzschnitt „Himmelwagen und Höllenwagen des Andreas Bodenstein von Karlstadt“ von 1519. In: Peter Heinz Feist, Ernst Ulmann, Gerhard Brendler (Hrsg.), Lucas Cranach. Künstler und Gesellschaft, Wittenberg 1972, S. 102–106
- Ihr Herz war auf der Seite der Bauern. Künstlerschicksale und Künstlerschaffen zur Bauernkriegszeit. In: Gerhard Heitz, Adolf Laube, Max Steinmetz, Günter Vogler (Hrsg.), Der Bauer im Klassenkampf. Studien zur Geschichte des deutschen Bauernkrieges und der bäuerlichen Klassenkämpfe im Spätfeudalismus, Berlin 1975, S. 333–375
- Die Zeit zu reden ist gekommen. Luthers Gravamina im Spiegel zeitgenössischer Graphik. In: Günter Vogler in Zusammenarbeit mit Siegfried Hoyer und Adolf Laube, Martin Luther. Leben, Werk, Wirkung, Berlin 1983, S. 121–146
- Papstthronsturz, Rettungsseil und Riesenfeder. Drei lebenskräftige reformatorische Kampfbildmotive. In: Verband bildende Künstler der Deutschen Demokratischen Republik (Hrsg.), Bildende Kunst, Berlin 1983, H. 5, S. 218–222

## Auszeichnungen
- 1952: Medaille für ausgezeichnete Leistungen[3]